# 坂東曲
坂東曲（ばんどうぶし）とは、東本願寺の法要・報恩講でなされる行事。報恩講最終日の親鸞の命日にあたる11月28日（御正忌結願日）に式間念仏として執り行われ、僧侶が首体を前後左右に揺り動かして念仏や和讃の唱和を行うものである。

## 歴史
坂東曲の起源は定かではなく諸説ある。
- 越後国に配流となった親鸞が荒海に揺れる船中で念仏を唱えたとの故事によるとの説[2][3]
- 親鸞の関東巡化の際に暴風雨に遭った船中で揺れながらも念仏を唱えたとの故事によるとの説[1]
- 蓮如が越前国吉崎を退去して若狭国小浜に移った際に船中で御正忌を勤めたとの故事によるとの説[1]
- 坂東（関東地方）から親鸞の墓参に来た僧侶が唱えた念仏に由来するとの説[2]

このうち蓮如の吉崎退去時の船中での御正忌勤修に由来するとの説について『真宗帯佩記』は「無稽ノ説」として否定している。
坂東曲については、六斎念仏の演目「坂東」（現在も奈良に伝わる）あるいはこの曲のような急速調の踊り曲との関連も指摘されている。
『大谷本願寺通紀』によると西本願寺派でも行われていたが、西本願寺では寂如の代の元禄2年（1689年）に廃止され、八句念仏和讃に改められたという。